# Giuseppe Gozzini
Giuseppe Gozzini (Livorno, 1806 – Ferrara, 22 febbraio 1886) è stato un pittore e illustratore italiano.

## Biografia
Nel 1821 si iscrisse quindicenne all'Accademia di belle arti di Firenze, che frequentò per dieci anni quale allievo di Pietro Benvenuti,  Pietro Ermini e Giovanfrancesco Corsi, riscuotendo premi al "disegno di figura".
Nel 1832 furono esposti presso l'Accademia alcuni suoi lavori a stampa, eseguiti dalla Litografia Salucci. Questo costituì l'inizio di un'attività di disegnatore e illustratore che lo vide molto presente sulla scena artistica fiorentina. Tra i suoi lavori più significativi una Divina Commedia del 1846 e La secchia rapita del 1851 stampati dalla Tipografia e Calcografia del Vulcano; un Orlando Furioso del 1850, pubblicato dagli editori Batelli. Gozzini collaborò come illustratore anche a pubblicazioni storico-scientifiche, realizzando, tra gli altri, alcuni ritratti litografici per il Trattato delle principali malattie degli occhi (1836) dell'anatomista Antonio Scarpa, la Storia dei sommi pontefici da San Pietro fino a Gregorio XVI del barone Henrion, il Quadro analitico della storia universale di Burghard Freudenfeld. 
Nel 1850, sempre presso l'Accademia fiorentina, Gozzini partecipò senza esito al concorso per la cattedra di disegno, tuttavia continuò a esporre sue opere presso prestigiose mostre organizzate dalla Società Promotrice di belle arti, affiancandosi sia ai pittori "puristi" che ai macchiaioli.
Nel 1858 eseguì San Simone Stock riceve dalla Madonna l'abito dei Carmelitani, dipinto collocato presso il convento di Santa Maria del Carmine, mentre nel 1860 dipinse La Madonna del giglio, oggi esposta presso la Galleria nazionale d'arte moderna di Palazzo Pitti.
Sposò la livornese Carolina Guerrazzi, appartenente alla celebre famiglia di artisti e letterati; dal matrimonio nacque Sofia (1837-1917) che fu a sua volta pittrice dilettante e che sposò a Ferrara Luigi Turchi, industriale di successo e fratello del pittore Gaetano. Per stare vicino alla figlia, il pittore abbandonò Firenze nel 1872 e si trasferì a Ferrara. Qui iniziò ben presto a esporre nelle mostre organizzate dalla Società Benvenuto Tisi presso il Palazzo dei Diamanti tra il 1872 e il 1886; tra le opere esposte: paesaggi, ritratti, scene sacre, soggetti danteschi e mitologici.
Presso il Gabinetto disegni e stampe degli Uffizi sono custoditi vari disegni provenienti dalla collezione Batelli, mentre presso il Museo d'arte moderna di Ferrara si conservano nove suoi dipinti e 37 disegni. La Biblioteca Ariostea di Ferrara custodisce invece 92 sue tavole ariostesche e una copia della Divina Commedia del 1846.
Morì ottantenne nel 1886 e fu sepolto nel Cimitero monumentale della Certosa di Ferrara.